# Portulaca centrali-africana
Portulaca centrali-africana är en portlakväxtart som beskrevs av R. E. Fries. Portulaca centrali-africana ingår i släktet portlaker, och familjen portlakväxter. Inga underarter finns listade i Catalogue of Life.